# Ministerium der Justiz (DDR)
Das Ministerium der Justiz der Deutschen Demokratischen Republik wurde 1949 in der DDR gegründet und mit der Deutschen Wiedervereinigung 1990 aufgelöst. Seine Aufgaben wurden anschließend durch das Bundesministerium der Justiz sowie die Justizministerien der Länder übernommen. Dem Justizministerium der DDR stand der Justizminister vor, vertreten von einem Staatssekretär. Der Minister erließ in Ergänzung der Gesetze Anordnungen und Durchführungsbestimmungen.

## Geschichte
Nach dem Zweiten Weltkrieg und dem Zusammenbruch des Nationalsozialismus im Mai 1945 bestimmten die Siegermächte in den vier Besatzungszonen das juristische Geschehen in Deutschland. In Ostdeutschland war dies die Sowjetische Militäradministration (SMAD). Sie ordnete mit dem SMAD-Befehl Nr. 17 am 17. Juli 1945 den Aufbau eines Justizsystems in der Sowjetischen Besatzungszone an und rief damit die im November 1945 gegründete Deutsche Zentralverwaltung für Justiz DJV ins Leben. Die DJV ging bei der Gründung der DDR im Oktober 1949 im Justizministerium der DDR auf. Viele Personen wurden übernommen, so etwa auch der letzte Präsident der (DJV), Max Fechner (SED).
Max Fechner war erster Justizminister der DDR. Die Gleichschaltung der Justiz war zu diesem Zeitpunkt schon weit fortgeschritten. Die (in der Verfassung der DDR vorgesehene) richterliche Unabhängigkeit war nicht gewährleistet, die Justiz durch den Einsatz von Volksrichtern auf Parteilinie gebracht. Die bisherigen Justizministerien der Länder wurden 1953 zu Hauptabteilungen herabgestuft und ihre Aufgaben weitgehend an das neue DDR-Ministerium übertragen. Weil er sich in einem Interview des Neuen Deutschlands am 30. Juni 1953 gegen eine Strafverfolgung der streikenden Arbeiter des 17. Juni ausgesprochen hatte, wurde Fechner als Feind des Staates und der Partei seines Amtes enthoben, aus der SED ausgeschlossen, verhaftet und zu acht Jahren Zuchthaus verurteilt. Seine Nachfolgerin wurde am 17. Juli 1953 Hilde Benjamin (SED), die das Ministerium von 1953 bis 1967 leitete. In politischen Strafverfahren wurden den Gerichten durch das Ministerium die Urteile vorgegeben.
Durch den Rechtspflegeerlass vom 4. April 1963 wurde dem Justizministerium die Zuständigkeit für die Anleitung und Kontrolle der Gerichte entzogen und auf das Oberste Gericht übertragen, welches an den Staatsrat berichtete. Damit wurde das Justizministerium geschwächt. Hilde Benjamin schied 1967 als Ministerin aus. Nachfolger als Justizminister der DDR wurden Politiker der Blockpartei LDPD. Zunächst Kurt Wünsche (1967–1972) und danach Hans-Joachim Heusinger (1972–1990).
Nach der Wende wurde Kurt Wünsche 1990 erneut Justizminister und organisierte die Übergabe der Aufgaben des Justizministeriums an die neu geschaffenen Länder sowie die Umsetzung des Einigungsvertrages.

## Minister 1949–1990
| Name                      | Amtszeit                           | Ministerrat                                    | Partei                 |
| ------------------------- | ---------------------------------- | ---------------------------------------------- | ---------------------- |
| Max Fechner               | 11. Oktober 1949 – 15. Juli 1953   | Provisorische Regierung 1950–1954              | SED                    |
| Hilde Benjamin            | 15. Juli 1953 – 14. Juli 1967      | 1954–1958 1958–1963 1963–1967                  | SED                    |
| Kurt Wünsche              | 14. Juli 1967 – 16. Oktober 1972   | 1967–1971 1971–1976                            | LDPD                   |
| Hans-Joachim Heusinger    | 16. Oktober 1972 – 12. Januar 1990 | 1971–1976 1976–1981 1981–1986 1986–1989 Modrow | LDPD                   |
| Kurt Wünsche              | 12. Januar 1990 – 16. August 1990  | Modrow de Maizière                             | LDPD → BFD → parteilos |
| Manfred Walther (geschf.) | 16. August 1990 – 2. Oktober 1990  | de Maizière                                    | CDU                    |

## Staatssekretäre und Stellvertreter des Ministers

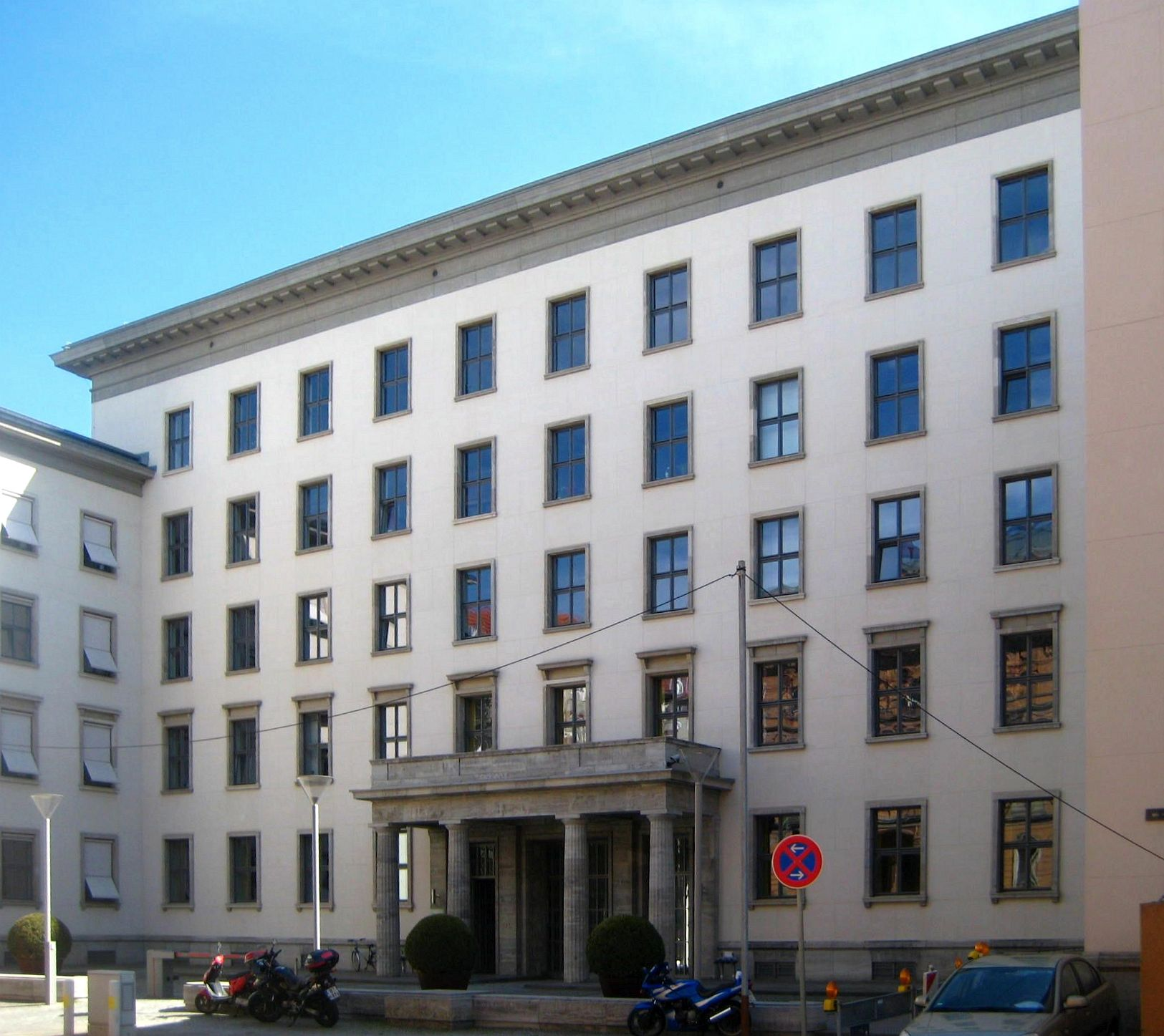
Dorotheenstraße 93 in Berlin, 1949–1990 DDR-Justizministerium (Foto 2010)

- Helmut Brandt (CDU), 12. Oktober 1949 bis 6. September 1950 Staatssekretär
- Heinrich Toeplitz (CDU), 15. November 1950 bis April 1960 Staatssekretär
- Hans Ranke (SED) Juli 1957 bis 1965 Stellvertreter des Ministers, 1965 bis 30. November 1989 Staatssekretär
- Rolf Kaulfersch (NDPD), 1960 bis 1970 stellvertretender Minister
- Hans Breitbarth (NDPD), 1970 bis 1990 stellvertretender Minister, zuständig für Organisation und Verwaltung
- Stephan Supranowitz (SED), 1972 bis 1982 stellvertretender Minister, zuständig für Gesetzgebung und Wirtschaftsrat
- Herbert Kern (SED), 1974 bis 1987 Staatssekretär, zuständig für Kaderfragen und Gerichte
- Siegfried Wittenbeck (SED), 1982 bis 1987 stellvertretender Minister, 1987 bis 1990 Staatssekretär
- Wolfgang Peller (SED), Oktober 1987 bis 1990 stellvertretender Minister, 4. Januar 1990 bis April 1990 Staatssekretär
- Günter Kalwert (SED), 1988 bis 1990 stellvertretender Minister, Leiter der Hauptabteilung Militärgerichte (ab 1962)
- Ulrich Roehl (SED), 30. November 1989 bis 4. Januar 1990 Staatssekretär
- Karin Schüler (SED), 4. Januar bis April 1990 stellvertretende Ministerin
- Reinhard Nissel (LDP), 2. Mai bis 2. Oktober 1990 Staatssekretär
- Manfred Walther (CDU), 30. Mai bis 2. Oktober 1990 Staatssekretär
- Rolf Schwanitz (SPD), 23. Juli bis 20. August 1990 Parlamentarischer Staatssekretär

## Sitz
Das Justizministerium hatte seinen Sitz in der Dorotheenstraße 93 in Berlin. Das Verwaltungsgebäude aus den dreißiger Jahren wurde vorher vom Reichsministerium des Innern genutzt.

## Publikationen
Das Justizministerium war Herausgeber der Zeitschrift Neue Justiz.